# Kei Takase
Kei Takase (jap. 髙瀬 慧, Takase Kei; * 25. November 1988 in Shizuoka) ist ein japanischer Sprinter, der sich auf den 200-Meter-Lauf spezialisiert hat.

## Sportliche Laufbahn
Erste internationale Erfahrungen sammelte Kei Takase im Jahr 2011, als er bei den Asienmeisterschaften in Kōbe mit der japanischen 4-mal-400-Meter-Staffel in 3:04,72 min die Goldmedaille gewann und anschließend bei den Weltmeisterschaften in Daegu mit 3:02,64 min den Finaleinzug verpasste. Im Jahr darauf qualifizierte er sich im 200-Meter-Lauf für die Teilnahme an den Olympischen Spielen in London und erreichte dort das Halbfinale, in dem er mit 20,70 s ausschied und mit der Staffel schied er mit 3:03,86 min im Vorlauf aus. 2013 gewann er bei den Asienmeisterschaften in Pune in 20,92 s die Bronzemedaille über 200 Meter hinter dem Chinesen Xie Zhenye und Fahhad Mohammed al-Subaie aus Saudi-Arabien. Zudem gewann er mit der 4-mal-100-Meter-Staffel in 39,11 s die Silbermedaille hinter dem Team aus Hongkong. Bei den Weltmeisterschaften in Moskau schied er über 200 Meter mit 20,96 s in der ersten Runde aus und mit der 4-mal-100-Meter-Staffel belegte er in 38,39 s den sechsten Platz. Bei den IAAF World Relays 2014 auf den Bahamas erreichte er nach 38,40 s Rang fünf und im Herbst nahm er an den Asienspielen in Incheon teil und gewann dort in 10,15 s die Bronzemedaille im 100-Meter-Lauf hinter dem Katari Femi Ogunode und Su Bingtian aus China und mit der 4-mal-100-Meter-Staffel gewann er in 38,49 s die Silbermedaille hinter China.
Bei den Leichtathletik-Weltmeisterschaften 2015 in Peking schied er über 100 Meter mit 10,15 s in der ersten Runde aus und erreichte über 200 Meter das Halbfinale, in dem er mit 20,64 s ausschied. Im Jahr darauf nahm er über 200 Meter erneut an den Olympischen Spielen in Rio de Janeiro teil, scheiterte dort aber mit 20,71 s im Vorlauf.
2012 wurde Takase japanischer Meister im 200-Meter-Lauf sowie 2015 über 100 Meter.

## Persönliche Bestleistungen
- 100 Meter: 10,09 s (−0,1 m/s), 10. Mai 2015 in Kawasaki
- 200 Meter: 20,14 s (+1,0 m/s), 17. Mai 2015 in Kumagaya
- 400 Meter: 46,46 s, 6. Juni 2010 in Marugame